# 仁和区
仁和区（じんわ-く）は中華人民共和国四川省攀枝花市に位置する市轄区。

## 行政区画
1街道、8鎮、3郷、2民族郷を管轄する。
- 街道:大河中路街道
- 鎮:仁和鎮、平地鎮、大田鎮、福田鎮、同徳鎮、金江鎮、布徳鎮、前進鎮
- 郷:太平郷、務本郷、中壩郷
- 民族郷:大竜潭イ族郷、啊喇イ族郷

## 交通

### 航空
- 攀枝花保安営空港

### 鉄道
- 中国鉄路総公司
  - 中国鉄路成都局集団公司
    - 成昆線

（成都方面）- 攀枝花駅 - 迤資駅 - 拉鮓駅 - 花棚子駅 - 新江駅 - 師荘駅 -（昆明方面）

### 道路
- 高速道路
  - 京昆高速道路
  - 蓉麗高速道路
- 国道
  - G108国道

## 健康・医療・衛生
- 仁和区人民医院